# Gornja Mutnica
Gornja Mutnica (izvirno srbsko Горња Мутница) je naselje v Srbiji, ki upravno spada pod Občino Paraćin; slednja pa je del Pomoravskega upravnega okraja.

## Demografija
V naselju živi 616 polnoletnih prebivalcev, pri čemer je njihova povprečna starost 46,5 let (45,4 pri moških in 47,6 pri ženskah). Naselje ima 207 gospodinjstev, pri čemer je povprečno število članov na gospodinjstvo 3,57.
To naselje je, glede na rezultate popisa iz leta 2002, večinoma srbsko.
|  |

| Demografija | Demografija     | Demografija     |
| Leto        | Št. prebivalcev | Št. prebivalcev |
| ----------- | --------------- | --------------- |
|             |                 |                 |
|             |                 |                 |
|             |                 |                 |
|             |                 |                 |
| 1948        | 1446            |                 |
| 1953        | 1438            |                 |
| 1961        | 1366            |                 |
| 1971        | 1240            |                 |
| 1981        | 1134            |                 |
| 1991        | 1093            | 900             |
| 2002        | 956             | 740             |
|             |                 |                 |

| Etnična sestava po popisu iz leta 2002 | Etnična sestava po popisu iz leta 2002 | Etnična sestava po popisu iz leta 2002 | Etnična sestava po popisu iz leta 2002 | Etnična sestava po popisu iz leta 2002 |
| -------------------------------------- | -------------------------------------- | -------------------------------------- | -------------------------------------- | -------------------------------------- |
| Srbi                                   | Srbi                                   |                                        | 732                                    | 98,91%                                 |
| Makedonci                              | Makedonci                              |                                        | 2                                      | 0,27%                                  |
| Romi                                   | Romi                                   |                                        | 1                                      | 0,13%                                  |
| Bolgari                                | Bolgari                                |                                        | 1                                      | 0,13%                                  |
| Neznano                                | Neznano                                |                                        | 4                                      | 0,54%                                  |